# كلية الهندسة الكهربائية في جامعة حلب
كلية الهندسة الكهربائية في جامعة حلب
الشهادات التي تمنحها الكلية
أ- درجة الإجازة في الاختصاصات التالية :
- الإجازة في الهندسة الإلكترونية ( هندسة النظم الإلكترونية ).
- الإجازة في الهندسة الإلكترونية ( هندسة الاتصالات ).
- الإجازة في الهندسة الإلكترونية ( هندسة حاسوب ).
- في الهندسة الإلكترونية ( هندسة التحكم والأتمتة ).
- الإجازة في الهندسة الإلكترونية ( هندسة الميكاترونيكس ).
- الإجازة في الهندسة الكهربائية ( هندسة نظم القدرة الكهربائية ).
- الإجازة في الهندسة الكهربائية ( هندسة القيادة الكهربائية ).
ب- الماجستير في أحد فروع الاختصاص.
ج- الدكتوراه في أحد فروع الاختصاص.